# Таррега, Франсиско
Франси́ско Та́ррега (исп. Francisco Tárrega), полное имя Франсиско Таррега-и-Э́шеа (кат. Francesc d'Assís Tàrrega i Eixea; 21 ноября 1852, Вильярреаль — 15 декабря 1909, Барселона) — испанский классический гитарист и композитор, один из основоположников современного исполнительства на этом инструменте.

## Биография
В 1862 году начал учиться игре на гитаре у Хулиана Аркаса и параллельно, по настоянию отца — на фортепиано. Достигнув некоторых успехов, Таррега смог приобрести в 1869 году гитару работы мастера Антонио де Торреса, а в 1874 — поступить в Мадридскую консерваторию в классы фортепиано и композиции (гитара в консерватории не преподавалась). В 1880 году окончил консерваторию и начал карьеру концертирующего гитариста, начало которой положил его сольный концерт в мадридском театре «Альгамбра», прошедший с огромным успехом. После концертов Тарреги в Лондоне, Париже, Лионе, где проходили юбилейные торжества памяти Педро Кальдерона, музыкальные критики назвали его «Сарасате гитары».
После женитьбы в 1882 году Таррега поселяется в Барселоне, где занимается педагогической, концертной и композиторской деятельностью. В его репертуаре были как собственные оригинальные сочинения, так и переложения музыки Мендельсона, Готтшалька, Тальберга и других композиторов. В Барселоне сформировались творческие союзы Тарреги с Энрике Гранадосом и Исааком Альбенисом, многие их сочинения он переложил для гитары впервые. На рубеже XIX—XX веков гитарист давал многочисленные концерты в Испании, но в 1906 году после инсульта у него наступил паралич правой половины тела, и несмотря на то, что он вернулся к концертной деятельности, полностью выздороветь ему так и не удалось. Таррега умер в 1909 году в Барселоне,а похоронен в городе Кастельон-де-ла-Плана, где ему воздвигли памятник.

## Творчество
Таррега — один из крупнейших гитаристов и гитарных композиторов конца XIX — начала XX века. Собственных сочинений для гитары у Тарреги немного, всего 34. Однако по мастерству применения технических средств и звуковых возможностей гитары сочинения Тарреги являются выдающимися образцами.
Ему принадлежат 78 оригинальных произведений и около 120 переложений для гитары, наиболее известны «Воспоминание об Альгамбре», «Мавританский танец», «Арабское каприччио», «Вариации на тему Арагонской хоты», мазурки, прелюдии, этюды и др. Среди его учеников и последователей — Мигель Льобет, Эмилио Пухоль, Даниэль Фортеа и другие известные гитаристы. Высоко ценил мастерство Тарреги Андрес Сеговия, часто исполнявший его сочинения и использовавший в своей работе его педагогические методы.
Деятельность Франсиско Тарреги представляется особенно значительной в период общего упадка гитарного искусства в начале XX века. Таррега показал широчайшие возможности шестиструнной гитары и доказал, что пути совершенствования игры на ней лежат в настойчивой работе над приобретением мастерства владения инструментом, в выявлении и подчинении художественным целям звуковых красот гитары, недоступных другим инструментам.
Именно Франсиско Тарреге Испания обязана началом возрождения гитарного искусства. Его считают отцом современной классической гитары. Соотечественники свято хранят память о выдающемся артисте.
Именно из его произведения Gran Vals фирма Nokia взяла свою «фирменную» мелодию для звонка сотового телефона.
В 2015 году итальянский альтист Марко Мишанья опубликовал аранжировки для альта соло из Танго, Каприко Арабо и Рекуэрдос де ла Альгамбра.